# Clubhouse
Clubhouse (МФА: [ˈklʌbhaʊs]) — соціальна мережа, в основі якої лежить голосове спілкування. Програму було запущено у 2020 році розробниками програмного забезпечення Alpha Exploration Co. Станом на грудень 2020 року вона оцінювалася майже в 100 мільйонів доларів. 21 січня 2021 року оцінка склала один мільярд доларів США.
Станом на травень 2021 року, після деякого зацікавлення на початку 2021 року, інтерес до застосунку в Україні практично пропав, користуватися продовжили лише 5 % із тих, хто встановив застосунок.

## Історія
Clubhouse був запущений на iOS у квітні 2020 року.. Додаток набув популярності вже в перші місяці пандемії COVID-19, особливо після інвестицій серії A в розмірі 12 мільйонів доларів у травні 2020 року від венчурної фірми Andreessen Horowitz..
- Станом на грудень 2020 року у додатка було 600 000 зареєстрованих користувачів, і він залишався доступним тільки за запрошенням.[5]
- Станом на лютий 2021 у додатка вже 3 млн користувачів.

У січні 2021 року компанія оголосила, що «скоро» візьметься до роботи над додатком для Android.
Популярність Clubhouse значно зросла після того, як Ілон Маск дав інтерв'ю клубу GOOD TIME. За ним інтерв'ю Clubhouse дав Марк Цукерберґ, що також підняло популярність додатка.
Додаток не широко використовувався в Німеччині до січня 2021 року, коли два німецьких ведучих подкастів Філіп Клекнер і Філіп Ґлеклер запустили ланцюжок запрошень через групу Telegram, залучаючи на платформу німецьких впливових осіб, журналістів і політиків. Оскільки він не піддавався цензурі й блокуванню з боку Китаю до початку лютого 2021 року, Clubhouse привернув велику кількість китайських користувачів мережі для обговорення різних тем, у тому числі політичних, включаючи протести в Гонконзі та політичний статус Тайваню. 8 лютого 2021 року додаток було заблоковано на материковому Китаї.
Facebook вже почав роботу над створенням аналогічного сервісу — всередині компанії він має робочу назву Fireside.
Наприкінці 2020 року Twitter також почав тестувати звукову платформу Spaces, яка може скласти конкуренцію Clubhouse.
У лютому 2021 року кількість завантажень Clubhouse зросла до 8 млн. Найактивніші країни це: США (2,62 млн), Японія (1,42 млн) та Німеччина (626 тис.)
10 травня 2021 року компанія запустила додаток для Android.

## В Україні
У травні 2021 року сайт Ain з України провів опитування серед своїх читачів. В опитуванні взяли участь 517 читачів. Більшість (близько 95 %) відповіли що або видалили застосунок (43,9 %) або не видалили, але перестали користуватися (51,1 %), тобто продовжили користуватися лише 5 % користувачів.
Крім того, 77 % опитуваних відповіли, що не встановлять додаток на Android. Запрошення практично всі отримали від друзів і лише 0,8 % купили запрошення.

## Опис функціональності
У Clubhouse зроблена ставка на живе спілкування: соцмережа складається з «кімнат» і «клубів» по інтересах, взаємодіяти в яких можна тільки голосом і лише в режимі реального часу — записувати розмови заборонено правилами сервісу. Будь-який зареєстрований у Clubhouse користувач може створити публічну «кімнату» для бесіди на якусь тематику, після чого всі його підписники отримають повідомлення з пропозицією приєднатися до розмови. Наступним кроком таку пропозицію отримають вже підписники тих, що приєдналися — так запускається ланцюгова реакція, і бесіди в «кімнатах» обростають учасниками.
Користувачі діляться на три категорії: модератори (ті, хто створив «кімнату»), мовці (ті, кому право голосу надав модератор) і слухачі. При цьому користувачам соцмережі заборонено записувати інформацію, отриману в Clubhouse і відтворювати її без дозволу соцмережі, хоча окремі розмови вже почали викладати на YouTube.
Після того, як користувач тричі організував дискусії в «кімнатах», він може створити свій постійний «клуб» — але для його реєстрації буде потрібне схвалення модераторів Clubhouse.
Всі «кімнати» в соцмережі можуть бути публічними, приватними або доступними тільки для членів певного «клубу».
Станом на лютий 2021 до кожної «кімнати» може приєднатися до п'яти тисяч людей.
Clubhouse пропонує широкий вибір клубів і віртуальних кімнат із розмовами на різні теми, ток-шоу, музикою, нетворкінгом, побаченнями, виступами, політичними дискусіями тощо. На додатку можна помітити відомих людей і знаменитостей, серед яких такі учасники, як співак Дрейк, Кевін Гарт і Тіффані Геддіш, проводять віртуальні розмови в Clubhouse.

## Вимоги до платформи
Станом на березень 2021 року Clubhouse запускається тільки на гаджетах Apple Inc. з iOS 13.0 і вище, це iPhone 6S і iPod Touch (7 покоління) та вище.

## Цікаві факти
- Інтерес до додатка був настільки високий, що запрошення до нього продавалося на eBay, ціни підіймалися до 1000 дол.[23]